# Траплетти, Валентина
Валентина Траплетти (итал. Valentina Trapletti; род. 12 июля 1985, Маджента, Ломбардия) − итальянская легкоатлетка, серебряный призёр чемпионата Европы. Участница летних Олимпийских игр 2020 года.

## Спортивная карьера
В 2009 году принимала участие в летней Универсиаде, которая состоялась в Белграде. На дистанции 20 километров спортивной ходьбой она заняла итоговое шестое место.
Валентина участвовала в соревнованиях по ходьбе на 20 километров среди женщин на чемпионатах мира в Берлине в 2009 году и Лондоне в 2017 году.
Завоевала две серебряные медали (в 2015 и 2017 годах) в командном зачете Кубка Европы по спортивной ходьбе. В 2018 году она участвовала в соревнованиях по ходьбе на 20 километров среди женщин на чемпионате Европы по легкой атлетике, который проходил в Берлине, финишировала на 9-м месте.
На чемпионате мира 2019 года в Катаре приняла участие в забеге на 20 километров и заняла итоговое 17-е место.
Траплетти летом 2021 года впервые в карьере приняла участие в летних Олимпийских играх, которые состоялись в Токио. С результатом 1:33:12 на дистанции 20 километров она пришла к финишу 18-й, уступив победительнице 4 минуты.
На чемпионате Европы 2024 года в Риме Траплетти на дистанции 20 километров с персональным рекордом 1:28:37 стала серебряным призёром.

## Достижения
Чемпионка Италии по спортивной ходьбе:
- 10 км — 2016;
- 20 км — 2009, 2015, 2017, 2018, 2022.